# الاستفتاء الرئاسي المصري 1976
الاستفتاء الرئاسي المصري عام 1976 هو الاستفتاء الذي أقيم لتولي أنور السادات فترة رئاسته الثانية. أجريت الانتخابات الرئاسية في مصر يوم 16 سبتمبر 1976. جرت الانتخابات على شكل الاستفتاء على ترشيح محمد أنور السادات لمنصب رئيس جمهورية مصر العربية . حصل السادات على 99.9٪ من الأصوات، مع نسبة مشاركة 95.7٪.

## الخلفية التاريخية
أجري الاستفتاء في أجواء كانت تعتبر العصر الذهبي لأنور السادات حيث سبقه العديد من الأحداث والقرارات الهامة
1. قرار الحرب ضد إسرائيل التي بدأت في 6 أكتوبر 1973 عندما استطاع الجيش كسر خط بارليف وعبور قناة السويس فقاد مصر إلى أول انتصار عسكري على إسرائيل.
2. قرر في عام 1974 على رسم معالم جديدة لنهضة مصر بعد الحرب وذلك بانفتاحها على العالم فكان قرار الانفتاح الاقتصادي.
3. قيامه بإعادة الحياة الديمقراطية التي بشرت بها ثورة 23 يوليو ولم تطبقها في عهد عبد الناصر، حيث كان قراره الذي اتخذه بعام 1976 بعودة الحياة الحزبية.
4. قراره بإخراج المعتقلين من السجون في عام 1971 وسمى نفسه الرئيس المؤمن مما أكسبه شعبية عند الجماعات الإسلامية في مصر الذين كانوا أغلب المعتقلين.

## النتائج
النتائج الرسمية المعلنة
| الاختيار                                             | الأصوات   | %     |
| ---------------------------------------------------- | --------- | ----- |
| موافق (نعم)                                          | 9،145،683 | 99.94 |
| معارض (لا)                                           | 5،605     | 0.06  |
| أصوات باطلة                                          | 6،257     | –     |
| الإجمالي                                             | 9،157،545 | 100   |
| المسجلون في قاعدة البيانات الانتخابية- نسبة المشاركة | 9،564،482 | 95.75 |